# Telefonmarke

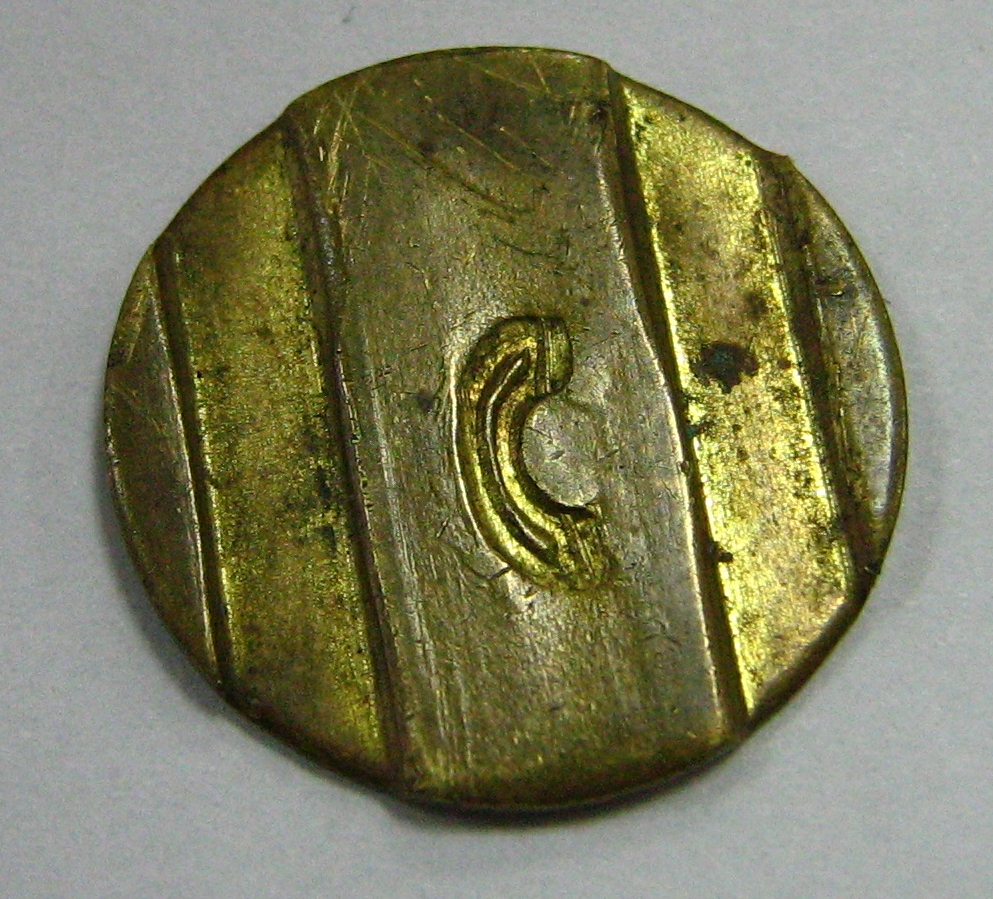
Telefonmarke aus Kasachstan

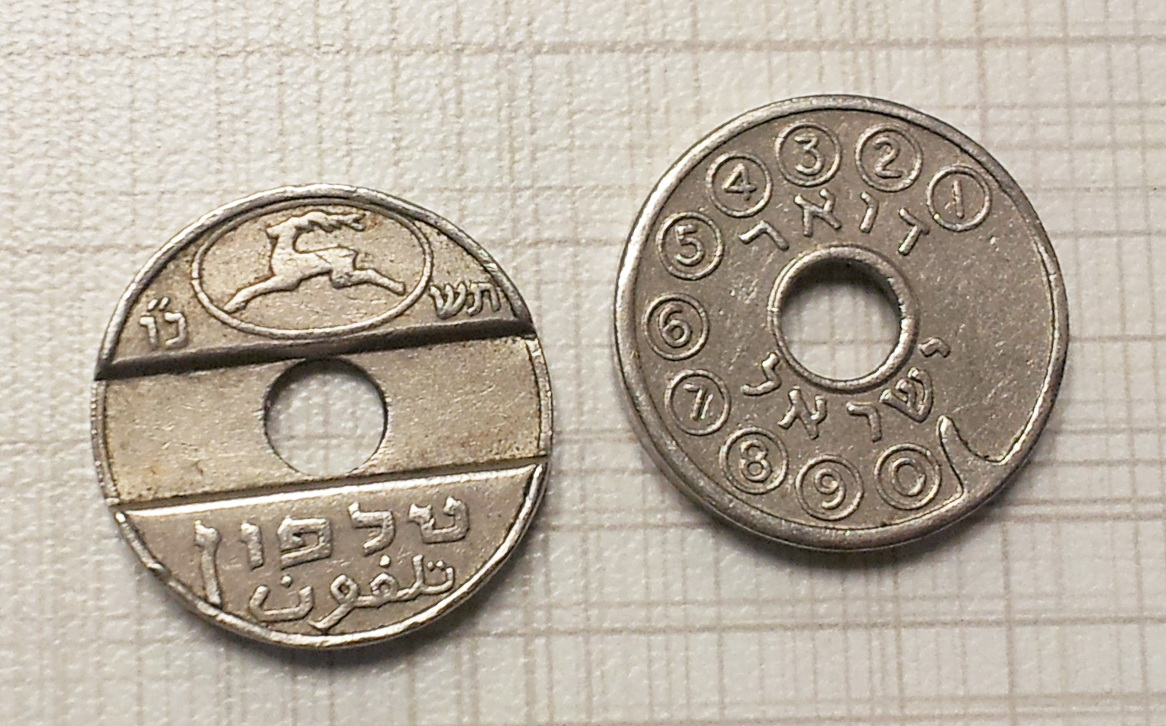
Israelische Telefonmarke ("asimon"), die bis in die frühen 1990er Jahre in Gebrauch war

Telefonmarken waren einst weit verbreitete Münzersatzmarken, die der Benutzung privater oder öffentlicher Fernsprecher dienten, bevor sie durch Telefonkarten abgelöst wurden. Diese Marken waren in vielen Ländern Europas, Nord- und Südamerikas, sowie in Israel, Japan und einigen anderen asiatischen Ländern in Gebrauch. Bis ins 21. Jahrhundert wurden sie unter anderem noch in der Türkei und Ecuador benutzt.

## Begriff
In Deutschland ist die amtliche Bezeichnung „Fernsprechwertmarke“. Umgangssprachlich hat bzw. hatte sich die Bezeichnung Telefonmünze eingebürgert. Unter Sammlern wird oft der Begriff Telefonmarke verwendet (allerdings bezeichnet er in der Numismatik und der Philatelie jeweils andere Gegenstände).
In anderen Regionen sind folgende Bezeichnungen üblich:
1. Im englischen Sprachraum: telephone token
2. Im italienischen Sprachraum: gettone telefonico
3. Im spanischen Sprachraum: ficha de teléfono / ficha telefónica
4. Im russischen Sprachraum: жетон („Jeton“)

## Früheste Telefonmarken
In größerem Umfang wurden Telefonmarken zuerst in Chicago benutzt, wo öffentliche Fernsprecher nur diese Marken akzeptierten. Andere Städte der USA folgten. In den USA wurden Telefonmarken 1944 aus dem Verkehr gezogen und eingeschmolzen, um unter anderem Patronenhülsen zu fertigen. Die älteste bekannte Telefonmarke stammt aus dem Jahr 1885 und wurde von der Telefongesellschaft PAN in Saint Louis, Missouri eingeführt.

## Haupttypen von Telefonmarken
Man kann Telefonmarken drei Gruppen zuordnen, je nach ihrem Verwendungszweck bzw. -bereich:
1. Die häufigsten Marken werden von Telefongesellschaften oder deren Agenten für jedermann zur Benutzung öffentlicher Telefone verkauft.
2. Seltenere Marken werden von Telefongesellschaften für den internen Gebrauch, meist als Testmarken, hergestellt.
3. Marken mit begrenztem Benutzungsbereich, die von Einrichtungen wie Hotels und Krankenhäusern zur Benutzung der dort befindlichen Telefone verkauft werden.

## Verbreitung
Der Gebrauch von Telefonmarken verbreitete sich weltweit, da sie vor allem in Ländern mit inflationären Währungen den Vorteil hatten, dass man den Verkaufspreis der Marken umgehend den neuesten Gebühren anpassen konnte – bei der Verwendung von normalem Münzgeld wäre es nötig gewesen, jeden Münzfernsprecher einzeln entsprechend dem neuen Preis umzustellen. Die größte Anzahl von verschiedenen Telefonmarken war in Brasilien in Gebrauch.
In manchen Ländern wurden sie auch als Kleingeldersatz benutzt, wie z. B. in Italien, wo die Gettoni Telefonici oft als Trinkgeld für kleinere Rechnungen in Gaststätten dienten.